# Rośliny spożywcze
Rośliny spożywcze, rośliny alimentacyjne (łac. alimentum "żywność") – rośliny jadalne wykorzystywane przez człowieka jako pożywienie. Należą do nich:
- rośliny zbożowe - kukurydza, pszenica, ryż, jęczmień, żyto, proso, sorgo, owies
- rośliny okopowe - ziemniaki, buraki, maniok, bataty
- rośliny strączkowe - soczewica, fasola, groch, ciecierzyca
- rośliny warzywne - cebula, kapusta, pomidor, marchew, pietruszka, seler, por, ogórek, kalafior, rzodkiewka
- rośliny owocowe - jabłka, gruszki, wiśnie, czereśnie, śliwy, morele, brzoskwinie, truskawki, winogrona, owoce cytrusowe (pomarańcze, mandarynki, cytryny, limonki, grejpfruty), banany
- rośliny oleiste - rzepak, rzepik, słonecznik, len oleisty, orzeszki ziemne, palma oleista, palma kokosowa, sezam, migdałowiec, oliwki, soja
- rośliny miododajne - nawłoć kanadyjska, nawłoć późna, rdestowce, robinia akacjowa, klon jesionolistny
- rośliny cukrodajne - burak cukrowy, trzcina cukrowa[1].

Rośliny spożywane przez człowieka, które nie posiadają wartości odżywczej (ew. znikomą wartość), nie są zaliczane do roślin spożywczych. Są to tzw. rośliny pseudoalimentacyjne i należą do nich:
- rośliny przyprawowe
- rośliny lecznicze
- rośliny psychoaktywne i używkowe (zobacz: Rośliny psychoaktywne i używkowe oraz używka).